# كينجي كيمورا
كينجي كيمورا (باليابانية: 木村憲治 ) (و. 1945  م) هو لاعب كرة طائرة ياباني، ولد في سيتاغايا، طوكيو، شارك في دورة الألعاب الآسيوية 1966، والألعاب الأولمبية الصيفية 1972، والألعاب الأولمبية الصيفية 1968.

## التعليم
تعلم في جامعة شوؤو.

## روابط خارجية
- كينجي كيمورا على موقع أوليمبيديا (الإنجليزية)